# Klooster Sint Agnetenberg
Het Klooster Sint Agnetenberg is een voormalig klooster in de binnenstad van Sittard.

## Geschiedenis
Op de plek van het latere klooster stond eerder een refugehuis, het Dobbelsteynpforte, dat eigendom was van de rijke familie Dobbelsteyn. Het kloostercomplex werd gebouwd voor de zusters Dominicanessen, die in 1649 vanuit Brugge in Sittard aankwamen. Zij gebruikten eveneens restanten van het oude refugehuis. In 1622 werd begonnen met de bouw van het pandhof. Het klooster werd toen het eenmaal af was genoemd naar hun beschermheilige, Agnes van Montepulciano. Een kloosterkerk werd erbij gebouwd van 1699 tot 1702. In 1706 werd deze gewijd aan Sint-Helena.
In 1801, tijdens de Franse overheersing, verlieten de zusters het klooster nadat zij een eed op de Franse grondwet hadden geweigerd. Twee jaar later werden de kloostergebouwen opgekocht door het Armbestuur waarna het complex onder andere diende als huisvesting voor de armen. Vanaf 1857 werd het complex betrokken door zeven zusters uit Maastricht die de armenzorg op zich namen, de Liefdezusters van het Kostbaar Bloed. In de jaren 1960 is het complex gedeeltelijk hernieuwd.

## Beschrijving
Het klooster is gelegen aan de Plakstraat, in het zuidelijkste puntje van de omwalde binnenstad en grenst aan de voormalige stadswal en ligt vlak naast het Kritzraedthuis. Het bakstenen complex bestaat uit drie vleugels, een kloosterkerk en een kloostertuin. De oude gebouwen zijn verklaard tot rijksmonument. De kloosterkerk is een eenbeukig kerkgebouw met een driezijdige sluiting. De kloostertuin was oorspronkelijk zowel binnen de wal als buiten de wal gelegen, in de voormalige schootsvelden. Het laatstgenoemde gedeelte is bewaard gebleven, maar het gedeelte binnen de wal heeft plaats gemaakt voor een appartementencomplex.
Het interieur van de kapel vertoont veel overeenkomsten met dat van de Sint-Michielskerk in het centrum van Sittard.
De stadswal heet ter plaatse Agnetenwal, naar het voormalige klooster.

## Fotogalerij

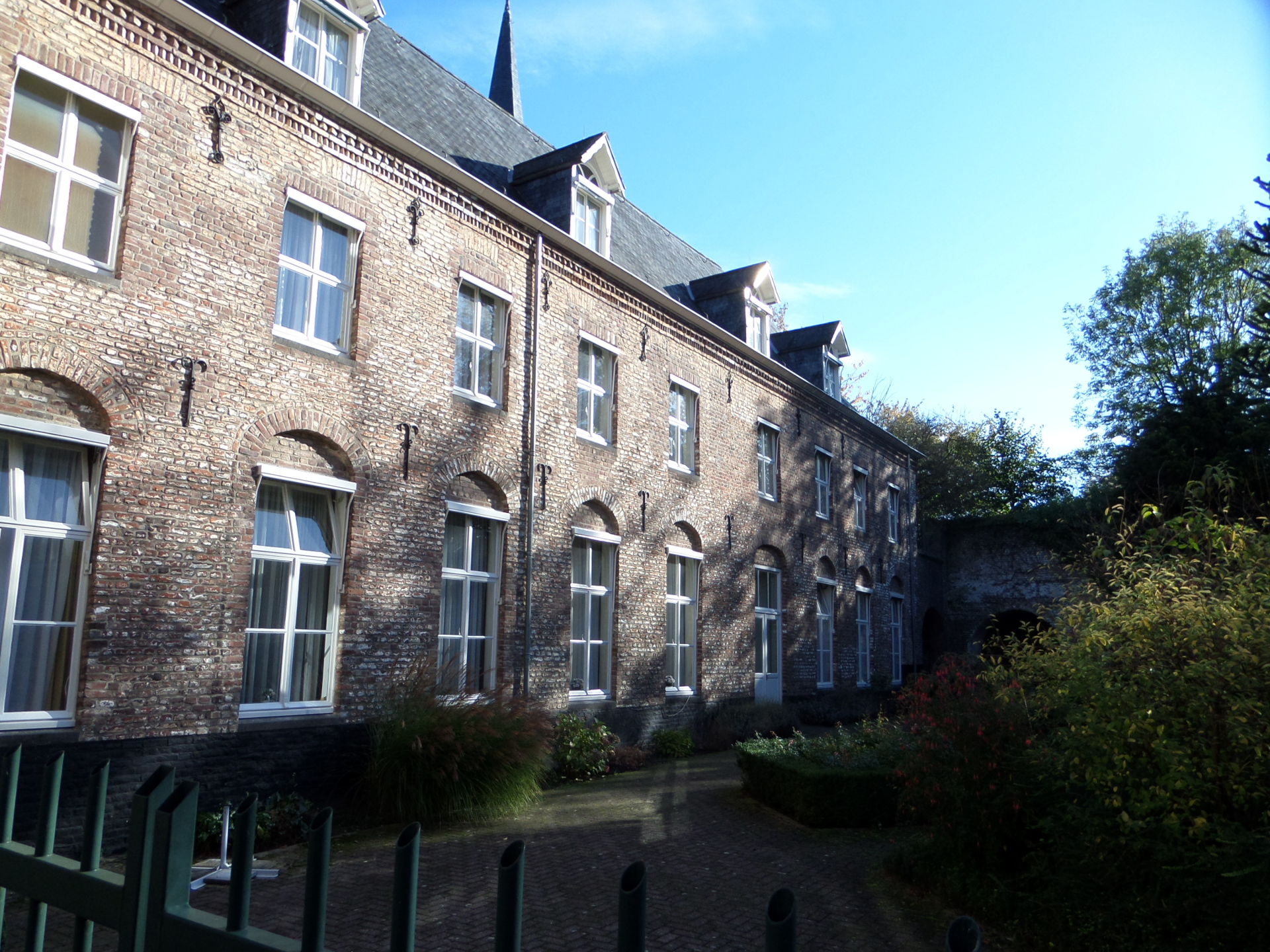
Achterzijde van het klooster
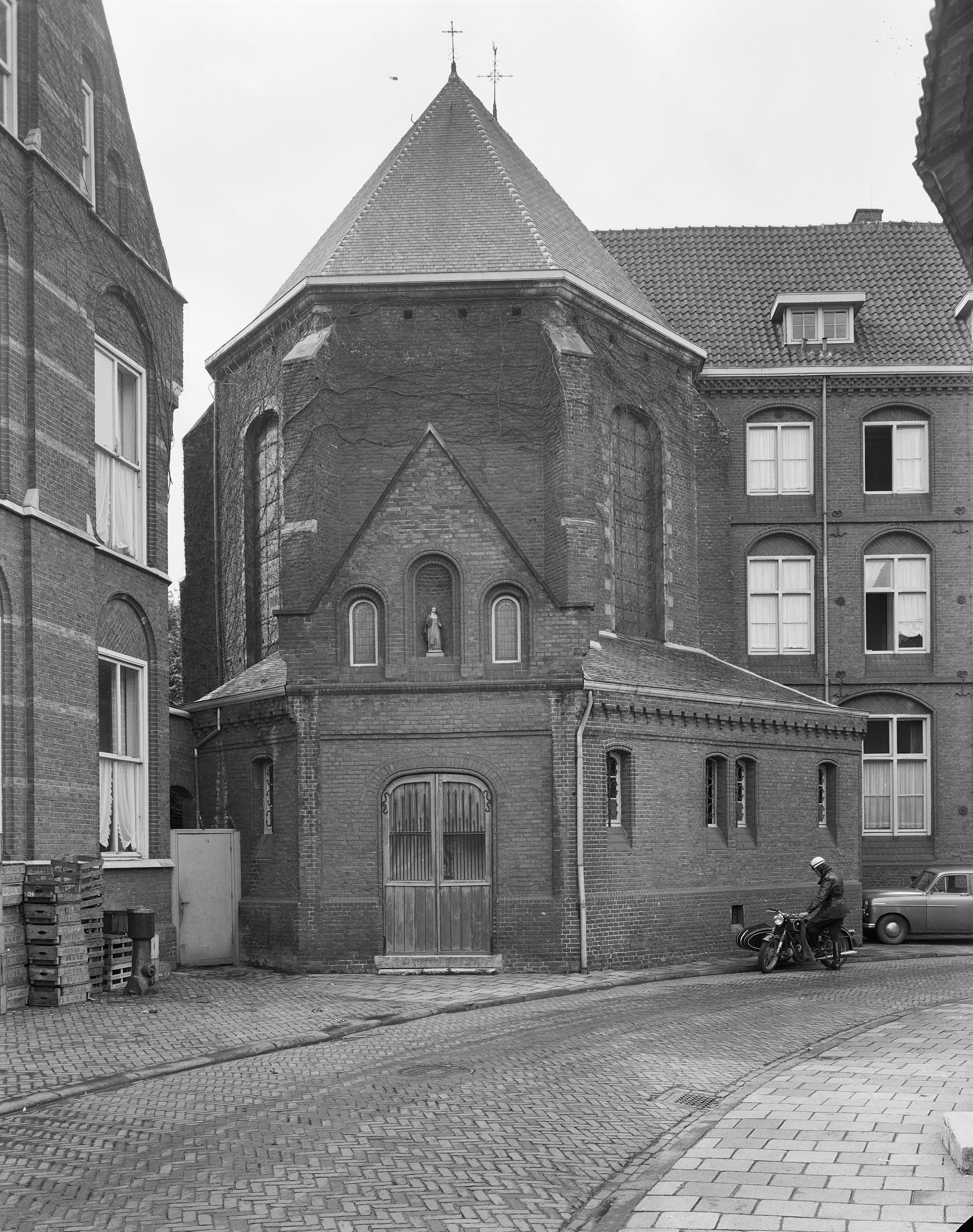
Koorsluiting van de kloosterkerk (1961)
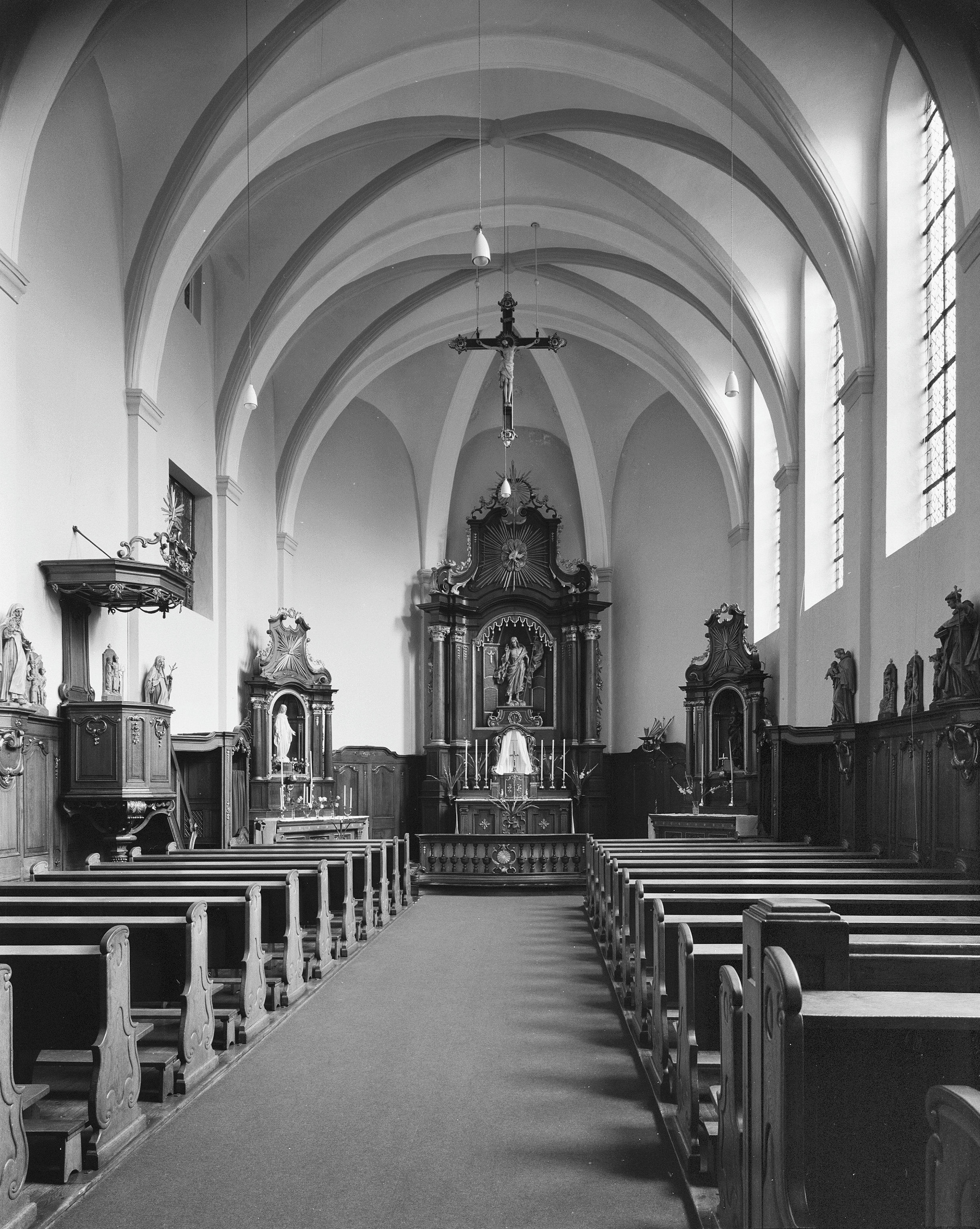
Interieur kloosterkerk
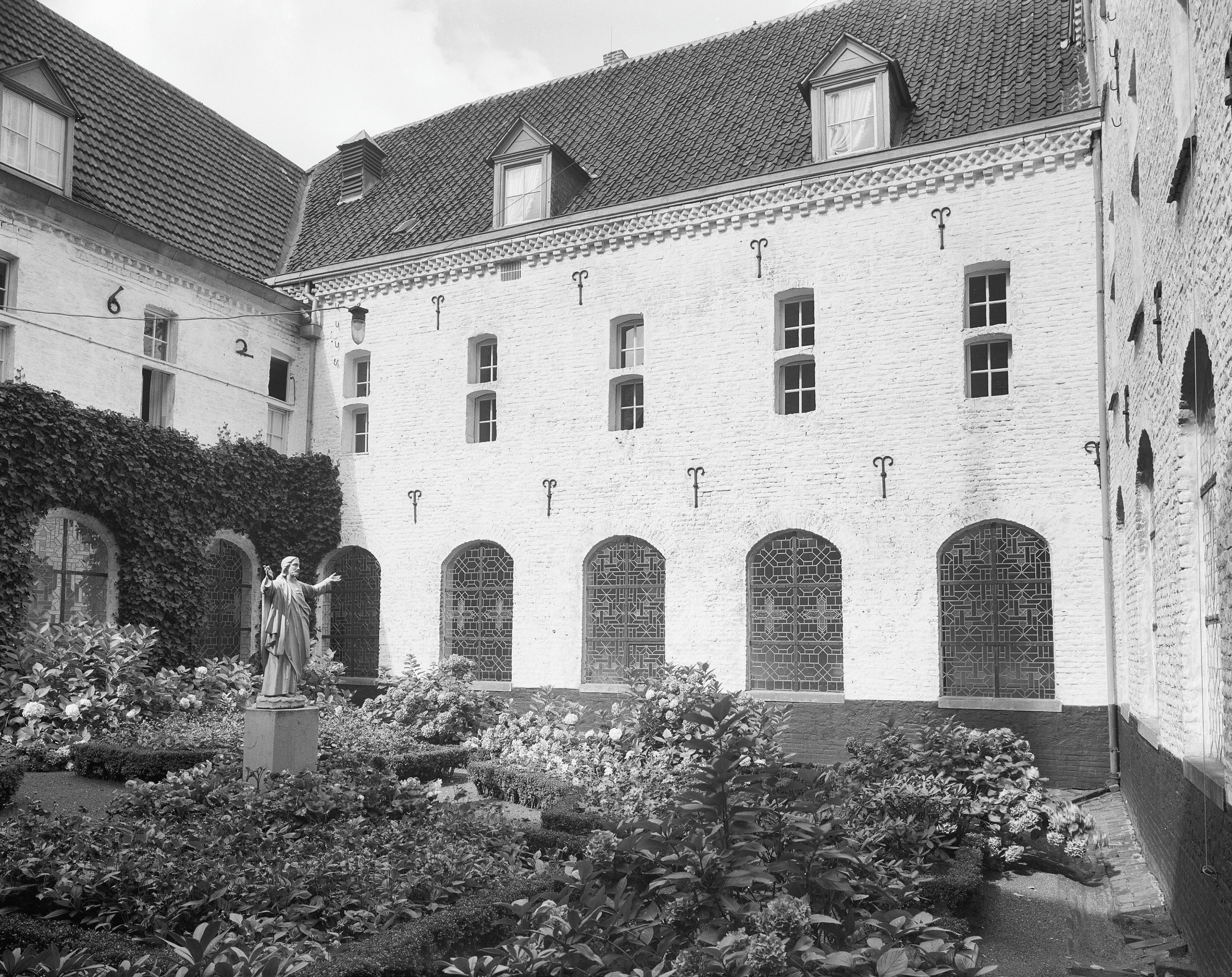
Kloostervleugels rondom binnenhof